# Adelaide-folyó (Északi terület)
Az Északi területen található Adelaide-folyó Ausztrália északi részén a Litchfield Nemzeti Parkban található. A folyó útja során többnyire északnyugati irányban halad, míg el nem éri a Timor-tengerhez tartozó Clarence-szorost, mintegy 50 kilométernyire Darwintől. A szoros a Melville-szigetet választja el a szárazföldtől. A folyó a szintén Adelaide River elnevezésű város közelében halad át a Stuart Highway alatt, valamint Humpty Doo település közelében vág át az Arnhem Highway alatt.

## Története
A folyó vidékét 1862-ben John McDouall Stuart kutatta fel és e területen ekkor alakult ki Escape Cliffs és Port Daly település.

## Élővilága
Az Adelaide-folyó nevezetes arról, hogy vizében igen sok sósvízi krokodil él. A krokodilokon kívül fehérhasú rétisasok, nyílfarkú kányák, johnson-krokodilok, bikacápák, valamint fekete repülőkutyák is élnek a folyóban és a környékén lévő vadonban. A folyó alsóbb szakaszán alakították ki a Adelaide and Mary River Floodplains Important Bird Area madárvédelmi körzetet.

## Fordítás
Ez a szócikk részben vagy egészben  az   Adelaide River című angol Wikipédia-szócikk ezen változatának fordításán alapul.  Az eredeti cikk szerkesztőit annak laptörténete sorolja fel. Ez a jelzés csupán a megfogalmazás eredetét és a szerzői jogokat jelzi, nem szolgál a cikkben szereplő információk forrásmegjelöléseként.